# Холево, Александр Семёнович
Александр Семёнович Хо́лево (род. 2 сентября 1943) — советский и российский математик, специалист в области математических проблем квантовой информатики, академик РАН.

## Биография
В 1966 окончил Московский физико-технический институт по специальности «Прикладная математика и вычислительная техника». С 1969 работает в Математическом институте имени В. А. Стеклова в отделе теории вероятностей. Тогда же стал кандидатом, а в 1975 — доктором физико-математических наук . С 1986 в разное время профессор Московского физико-технического института, Московского государственного университета, Московского института электроники и математики НИУ ВШЭ.

## Научные интересы
- Квантовая теория информации и квантовые вычисления;
- Некоммутативная теория вероятностей, квантовые случайные процессы, динамические (марковские) полугруппы;
- Статистическая структура квантовой теории, квантовые измерения, квантовая теория оценивания;
- Математическая статистика случайных процессов.

## Достижения
Александр Холево является одним из основоположников квантовой теории информации. В 1973 году он получил оценку максимального количества информации, которое может быть известно о системе квантовых состояний. Этот результат называют границей (теоремой) Холево.
Холево — автор более 200 публикаций, в том числе 6 монографий. Многие из них посвящены теории квантовых каналов, которая изучает устройства для передачи информации между квантовыми системами. Холево определил классическую пропускную способность таких каналов.
Член редакционных коллегий ряда российских и зарубежных научных журналов.

## Из библиографии
- Холево А. С. Квантовые системы, каналы, информация (c2) М.: МЦНМО, 2014, 327 с. (На портале изд-ва, pdf, 2M)
- Холево А. С. Вероятностные и статистические аспекты квантовой теории (c2) 2017, 296 с. (На портале изд-ва, pdf, 1.4M)

## Награды
- Премия Маркова (1997) — за цикл работ «Некоммутативная теория вероятностей»[2];
- Премия Российской академии наук за лучшие научные достижения (1992, 1995, 2008, 2015);
- Международная премия «Quantum Communication Award» (1996)[3];
- Исследовательская премия фонда фон Гумбольдта (1999)[4];
- Премия Шеннона (2016)[5];
- Научная премия Сбера (2022)[6].